# میدان بهار
میدان بهار (به لاتین: Bahar oilfield) یک میدان نفتی در جمهوری آذربایجان است. بهار یک میدان نفت و گاز فراساحلی در دریای کاسپین است که در ۴۰ کیلومتری (۲۵ مایلی) در جنوب شرقی باکو، پایتخت جمهوری آذربایجان واقع شده است. این میدان در سال ۱۹۶۸ میلادی کشف شد و نخستین بار در سال ۱۹۶۹ گسترش یافت. پیش از سال ۲۰۱۰، تقریباً ۱۶.۸ میلیون تن نفت و ۱۲۸.۷ میلیارد متر مکعب گاز تولید می‌کرد. در زمان اوج تولید تا ۹۳ حلقه چاه در میدان فعال بود. این تعداد از آن زمان به ۱۶ کاهش یافته است.